# Anton Bocatius
Anton Bocatius, auch Anton Bock (* in Pattensen; † 18. Juli 1600 in Parchim), war ein Gelehrter und evangelischer Geistlicher.
Der Sohn des Pastors Heinrich Backsen (auch Bock und Bocatius) wurde 1573 an der Universität Rostock zum Magister artium promoviert. 1576 ehelichte er Margarethe Bording. Im folgenden Jahr wurde er an der Universität rätlicher Professor Paedagogigus als Nachfolger Nikolaus Goniaeus’. Die Stelle hielt er drei Jahre lang inne, sein Nachfolger wurde Marcus Hassaeus. 1582 schließlich wurde er Superintendent zu Parchim, ein Amt, das er bis zu seinem Tode 1600 ausübte.